# Můstek (stacja metra)
Můstek – węzeł przesiadkowy między stacjami o tej samej nazwie na linii A i B metra praskiego. Położony jest pod powierzchnią placu Wacława, skrzyżowaniem tradycyjnie nazywanym przez prażan Na Můstku i ulicą 28 października (28. října).
Stacja linii A została otwarta 12 sierpnia 1978 roku, a linii B – 2 listopada 1985. W sierpniu 2002 roku zostały poszkodowane przez powódź – początkowo zalana została część B, a później, przez korytarz przesiadkowy, woda dostała się na peron linii A.
Linia B, zbudowana jako ostatnia z tras praskiej kolei podziemnej, biegnie pod linią A.
Między obiema stacjami zainstalowano w latach 80. schody ruchome, co umożliwiło dość sprawne przechodzenie z peronów jednej z tras na drugą.
Obie stacje nie posiadają udogodnień dla osób niepełnosprawnych, które umożliwiałyby im łatwiejszy dostęp do pociągów metra, podobnie jak większość stacji najstarszych fragmentów linii A i B. Dojście do peronów prowadzą przez trzy westybule: przy ulicy Na Můstku (linia A), pod placem Wacława (linia A, przy skrzyżowaniu z ul. Jindřišską, pierwsze przejście podziemne w Czechosłowacji z lat 60.) i pod placem Jungmanna (Jungmannovo náměstí, linia B).
Budowa obu stacji wymagała wyburzenia kilku kamienic i nawet kilkuletnich zmian w komunikacji tramwajowej, obsługującej teren prac (otwarcie linii B spowodowało ostateczne zamknięcie tras naziemnej komunikacji szynowej nad dzisiejszym węzłem metra w 1984 roku), przesunięciu musiał ulec także m.in. pomnik Josefa Jungmanna na placu jego imienia.
Węzeł obejmujący stacje linii A i B jest obsługiwany częściowo przez komunikację naziemną – koło południowego wyjścia z metra, przy placu Wacława, znajduje się przystanek kilku dziennych i nocnych linii tramwajowych, kursujących ulicą Jindřišską.

## Stacja linii A
Prace przy budowie stacji na linii A, rozpoczęły się w pierwszej połowie lat 70. Umożliwiły one zbadanie archeologom terenu, na którym miał się znajdować – według podań i legend – średniowieczny mostek (cz. můstek) nad otaczającą miasto fosą (dzisiejsza ulica Na Příkopě). Badaczom udało się odnaleźć pozostałości tej budowli, które zostały wkomponowane we współczesny wygląd stacji jako część jednego z westybuli.
Stacja została zbudowana głęboko pod powierzchnią ziemi, nie było więc możliwe budowanie jej metodą odkrywkową. Przestrzeń peronów podzielona jest na trzy części, oddzielone rzędami filarów. Ogólny koszt inwestycji wyniósł 697 milionów ówczesnych koron.

## Stacja linii B
Stacja trasy B zajmuje przestrzeń pod ulicą 28 października i została ulokowana 10 metrów pod linią A. Podobnie jak ta na linii "zielonej" jest trzynawowa, przedzielona dwoma rzędami filarów. Budowa stacji pochłonęła 552 miliony koron.